# Bahreïn aux Jeux olympiques d'été de 2016
Bahreïn participe aux Jeux olympiques d'été de 2016 à Rio de Janeiro, au Brésil. Il s'agit de sa 9e participation aux Jeux olympiques d'été.

## Athlétisme

### Hommes

#### Course
| Athlètes               | Compétitions         | Série          | Série | Demi-finales  | Demi-finales | Finale         | Finale  |
| Athlètes               | Compétitions         | Temps          | Rang  | Temps         | Rang         | Temps          | Rang    |
| ---------------------- | -------------------- | -------------- | ----- | ------------- | ------------ | -------------- | ------- |
| Andrew Fisher          | 100 mètres           | 10 s 12        | 2e    | DSQ           | DSQ          | Éliminé        | Éliminé |
| Kemarley Brown         | 100 mètres           | 10 s 13        | 1er   | 10 s 13       | 5e           | Éliminé        | Éliminé |
| Salem Eid Yaqoob       | 200 mètres           | 20 s 19        | 1er   | 20 s 43       | 5e           | Éliminé        | Éliminé |
| Ali Khamis Khamis      | 400 mètres           | 45 s 12        | 1er   | 44 s 49       | 3e           | 44 s 36        | 6e      |
| Abbas Abubakar Abbas   | 400 mètres           | DSQ            | /     | Éliminé       | Éliminé      | Éliminé        | Éliminé |
| Abraham Rotich         | 800 mètres           | DSQ            | /     | Éliminé       | Éliminé      | Éliminé        | Éliminé |
| Benson Kiplagat Seurei | 1 500 mètres         | 3 min 38 s 82  | 7e    | 3 min 40 s 53 | 8e           | Éliminé        | Éliminé |
| Albert Kibichii Rop    | 5 000 mètres         | 13 min 24 s 95 | 2e    | NC            | NC           | 13 min 08 s 79 | 7e      |
| Birhanu Balew          | 5 000 mètres         | 13 min 19 s 83 | 4e    | NC            | NC           | 13 min 09 s 26 | 9e      |
| Zouhair Aouad          | 5 000 mètres         | DNF            | /     | NC            | NC           | Éliminé        | Éliminé |
| Abraham Cheroben       | 10 000 mètres        | NC             | NC    | NC            | NC           | 27 min 31 s 86 | 10e     |
| El Hassan el-Abbassi   | 10 000 mètres        | NC             | NC    | NC            | NC           | 28 min 20 s 17 | 26e     |
| Hassan Chani           | 10 000 mètres        | NC             | NC    | NC            | NC           | DNF            | /       |
| Isaac Korir            | Marathon             | NC             | NC    | NC            | NC           | DNF            | /       |
| Alemu Bekele           | Marathon             | NC             | NC    | NC            | NC           | DNF            | /       |
| Nelson Cherutich       | 3 000 mètres steeple | 8 min 35 s 87  | 9e    | NC            | NC           | Éliminé        | Éliminé |
| John Kibet Koech       | 3 000 mètres steeple | 8 min 28 s 81  | 6e    | NC            | NC           | Éliminé        | Éliminé |

### Femmes

#### Course
| Athlètes          | Compétitions         | Série          | Série | Demi-finales | Demi-finales | Finale          | Finale            |
| Athlètes          | Compétitions         | Temps          | Rang  | Temps        | Rang         | Temps           | Rang              |
| ----------------- | -------------------- | -------------- | ----- | ------------ | ------------ | --------------- | ----------------- |
| Hajar Alkhaldi    | 100 mètres           | 11 s 59        | 6e    | Éliminé      | Éliminé      | Éliminé         | Éliminé           |
| Iman Essa Jasim   | 100 mètres           | 11 s 72        | 7e    | Éliminé      | Éliminé      | Éliminé         | Éliminé           |
| Edidiong Odiong   | 200 mètres           | 22 s 74        | 1er   | 22 s 84      | 6e           | Éliminé         | Éliminé           |
| Kemi Adekoya      | 400 mètres           | 50 s 72        | 2e    | 50 s 88      | 4e           | Éliminé         | Éliminé           |
| Salwa Eid Naser   | 400 mètres           | 51 s 06        | 1er   | 50 s 88      | 3e           | Éliminé         | Éliminé           |
| Tigist Gashaw     | 1 500 mètres         | 4 min 10 s 96  | 11e   | Éliminé      | Éliminé      | Éliminé         | Éliminé           |
| Dalila Aldulkadir | 5 000 mètres         | DNS            | /     | NC           | NC           | Éliminé         | Éliminé           |
| Mimi Belete       | 5 000 mètres         | 15 min 29 s 72 | 10e   | NC           | NC           | Éliminé         | Éliminé           |
| Eunice Kirwa      | Marathon             | NC             | NC    | NC           | NC           | 2 h 24 min 13 s | Médaille d'argent |
| Rose Chelimo      | Marathon             | NC             | NC    | NC           | NC           | 2 h 27 min 36 s | 8e                |
| Shitaye Eshete    | Marathon             | NC             | NC    | NC           | NC           | DNF             | /                 |
| Ruth Jebet        | 3 000 mètres steeple | 9 min 12 s 62  | 1er   | NC           | NC           | 8 min 59 s 75   | Médaille d'or     |
| Tigist Mekonen    | 3 000 mètres steeple | 9 min 49 s 92  | 12e   | NC           | NC           | Éliminé         | Éliminé           |